# 13279 Gutman
13279 Gutman eller 1998 QN43 är en asteroid i huvudbältet som upptäcktes den 17 augusti 1998 av LINEAR i Socorro County, New Mexico. Den är uppkallad efter Jennifer Erin Gutman.
Asteroiden har en diameter på ungefär 3 kilometer.